# سارة مكوركوديل
سارة مكوركوديل (بالإنجليزية: Sarah McCorquodale)‏ سيدة بريطانية ارستقراطية (ولدت في لندن يوم 19 مارس من العام 1955) هي ابنة الايرل جون سبنسر والشقيقة الكبرى لـ ديانا أميرة ويلز وكانت سارة رئيسة صندوق ديانا التذكاري، الذي جمع 100 مليون جنيه إسترليني لمختلف الجمعيات الخيرية.